# Riesenbockkäfer

Titanus giganteus

Der Riesenbockkäfer (Titanus giganteus) ist ein Vertreter der Bockkäfer (Cerambycidae) aus den tropischen Regenwäldern Südamerikas.
Es handelt sich dabei neben dem Herkuleskäfer mit maximal 17 Zentimetern Körperlänge um die größte Käferart der Welt. Berichten zufolge sollen sogar schon Exemplare mit einer Körperlänge von 20 Zentimetern gesehen worden sein. Kopf und Thorax haben eine schwarzbraune Färbung. Auch die Flügeldecken sind vorne am Ansatz so dunkel, werden aber zum hinteren Ende hin deutlich heller. Auffallend sind auch die kräftigen Kieferzangen und die für Bockkäfer ungewöhnlich kurzen Fühler.
Carl von Linné beschrieb den Käfer 1771 als Cerambyx giganteus nicht nach lebendem Material, sondern nur anhand einer Zeichnung des französischen Naturforschers Louis Jean-Marie Daubenton. Es handelt sich um die einzige Art der damit monotypischen Gattung Titanus.
Über den Käfer ist bisher nur wenig bekannt. Sein Verbreitungsgebiet umfasst den tropischen Norden Südamerikas, das Amazonasbecken, einschließlich Peru,  Kolumbien und die Guyanas, in Brasilien nachgewiesen in Amapá, Amazonas, Pará, Rondônia und Mato Grosso. Adulte Käfer werden von Dezember bis März beobachtet. Männchen lassen sich mittels Lichtfallen anlocken.